# Distrito de San Felipe (Jaén)
El Distrito de San Felipe es uno de los doce distritos de la Provincia de Jaén en el Departamento de Cajamarca, bajo la administración del Gobierno regional de Cajamarca, en el Perú.
Desde el punto de vista jerárquico de la Iglesia católica forma parte del Vicariato Apostólico de San Francisco Javier, también conocido como Vicariato Apostólico de Jaén en el Perú.

## Historia
El distrito fue creado mediante Ley sin número el 2 de enero de 1857, junto a los distritos de Bellavista, Sallique y San Ignacio; siendo presidente de la República el Mariscal Ramón Castilla y Marquesado.

## Geografía
Se ubica en la zona central de la provincia de Jaén, con una extensión aproximada de 255,49 km², y cuya capital distrital se encuentra a 1 850 m s. n. m.

## Hidrografía
La principal fuente hidrológica son sus páramos que están ubicados en la parte alta del distrito. El páramo es el principal sistema de captación y almacenamiento de agua; así como la principal fuente de agua para las zonas correspondientes a las cuencas media y baja de los ríos Piquijaca, Tayapampa y Pichaza. Asimismo, existen varios complejos de lagunas, que son grandes potenciales hídricos, es el caso de la Laguna Negra, Laguna La Reyna, Laguna del Avión, y la Laguna de la Cocha.
Un aspecto vital que explica la constante disponibilidad de agua en los páramos del Distrito de San Felipe, es por la confluencia de dos factores importantes: El primero está relacionado con la presencia de neblinas y lluvias frecuentes, las cuales sumadas a la fisiografía y características químicas de los suelos de los páramos permiten una eficiente captación y almacenamiento del recurso hídrico. El segundo factor determinante es la naturaleza xerofítica de las plantas (lo cual supone que estas plantas tengan cutículas más gruesas para protegerse con mayor efectividad de la alta radiación solar), así como una baja tasa de evapotranspiración. Ambas características de la vegetación se traducen en un incremento de la disposición final de agua acumulada en el subsuelo (De Bièvre et al, 2006).

## Clima
La temperatura media anual mínima es de 18 °C y una temperatura media anual máxima de 22 °C. El promedio de precipitación pluvial es de 500-600 mm. El aspecto climatológico se ve afectado por las estaciones del año, así tenemos que en los meses de junio, julio y agosto la temperatura registra los niveles más bajos, mientras que en los meses de enero, febrero y marzo, suele presentarse lluvias de fuerte intensidad.
El clima en la zona de los páramos del Distrito de San Felipe está caracterizado por temperaturas bajas y en la parte alta altamente frías (unos 8 a 12 °C), altas precipitaciones pluviales (2000 - 2200 mm. anuales), es por eso que se puede decir que presenta un clima tropical húmedo frío. Precisamente el hecho de que los páramos son húmedos se debe a la presencia de la intensa nubosidad –casi permanente– que caracteriza a esta importante zona del norte peruano (Hofstede et al., 2003).

## Suelos
Los suelos se caracterizan por la gran presencia de materia orgánica, además de mostrar un suelo delgado. Además sus suelos superficialmente son arcillosos; no notándose la existencia de asentamientos diferenciales, por lo cual los hace suelos cultivables.
Los suelos son además, húmedos y ácidos. El pH del suelo paramuno oscila entre 4.4 y 4.8, mientras que el contenido de materia orgánica oscila entre los valores de 20.5 y 26.8 % (Marcelo & Millán, 2004). Los principales tipos de suelos son: el Andosol y el Paramosol-Leptosol (Base de datos SIG de la ZEE Cajamarca). La estructura de los suelos del páramo es porosa y de densidad aparente baja, motivo por el cual retienen entre un 80 y un 90% de agua, en condiciones de saturación (Buytaert, 2004; Iñiguez, 2003) y de este modo el páramo puede alimentar a los ríos que discurren hacia las zonas más bajas de la zona de estudio
Además de los suelos ricos en materia orgánica, también se pueden encontrar zonas con suelos arcillosos e incluso arenosos, siendo estos últimos de baja calidad y que necesariamente se encuentran en la parte baja de la zona de estudio (Ramos, 2011). Un dato importante es que en las laderas cercanas a los centros poblados y caseríos, se presentan zonas severamente dañadas debido a la constante ocurrencia de rozo y quema, lo cual implica un mal manejo de parte de los pobladores locales.

## Autoridades

### Municipales
- 2023 - 2026[2]
  - Alcalde: YOVANI CUNIAS SANTOS FRENTE REGIONAL CAJAMARCA.
  - Regidores:

  1. MICHAEL HENRY GUERRERO HUAMAN (FRENTE REGIONAL CAJAMARCA)
  2. SAN PATRICIO GARCIA CHUQUIPOMA (FRENTE REGIONAL CAJAMARCA)
  3. EPIFAMIA CUSQUE LEONARDO (FRENTE REGIONAL CAJAMARCA)
  4. MARIANELLA YEANET CRUZ SONAPO (FRENTE REGIONAL CAJAMARCA)
  5. CLEMENTE BOCANEGRA YAJAHUANCA (ACCION POPULAR)

Alcaldes anteriores
- 2019 - 2022: Arnaldo López Leonardo, del Movimiento de Afirmación Social (MAS)
- 2015 - 2018: Eduardo Mora Cueva, del Frente Regional de Cajamarca (FRC).
- 2011 - 2014: Rafael García Chuquipoma, del Movimiento Innovación Cajamarca (MICA).
- 2007 - 2010: Carlos Ovidio Palacios Torres, del Movimiento Innovación Cajamarca (MICA).
- 2003 - 2006: Carlos Ovidio Palacios Torres, de la Organización Local Provincial Por Un Futuro Mejor.
- 1993 - 2002: Maximo Dionicio Catón Flores, del Partido Político Acción Popular.

### AUTORIDADES LOCALES
- JUEZ DE PAZ DE PRIMERA NOMINACION: ADRIAN CARPIO PEREZ
- JUEZ DE PAZ DE SEGUNDA NOMINACION: SAMUEL CRUZ HUAMAN
- SUPREFECTA : YACQUELINE FLORES BARRANTES

### Policiales
- Comisario:    PNP

## Festividades
- San Felipe